# Fábrica de harinas Pastas Gallo
La fábrica de harinas Pastas Gallo es un complejo industrial situado en el municipio español de El Carpio, en la provincia de Córdoba. Las instalaciones son propiedad del grupo Pastas Gallo.

## Características
La fábrica de harinas se encuentra situada al este del núcleo urbano de El Carpio. Las instalaciones están ubicadas junto a la carretera nacional N-4, a unos cuatrocientos metros de la estación de ferrocarril y a poca distancia de la antigua harinera San Francisco. Se trata de un conjunto industrial dedicado a la transformación del trigo en sémola para pasta. El recinto en el que se halla situada ocupa una parcela de 1,5 hectáreas donde se localizan la propia fábrica, los molinos y los secaderos de pasta, así como los silos de grano y diversas construcciones auxiliares para el almacén y talleres.
Se trata de un conjunto ecléctico en continua expansión que a lo largo de los años ha ido reuniendo diversas corrientes arquitectónicas. De acuerdo con el Instituto Andaluz del Patrimonio Histórico, este conjunto industrial destaca como ejemplo de buenas prácticas de la arquitectura del siglo XX y como un excepcional ejemplo de patrimonio industrial en Andalucía. Del complejo destacan sobre todo sus dos silos de grano. Construidos en hormigón visto, de gran altura y formados por diversos cuerpos hexagonales, se sitúan uno a continuación del otro.